# (214911) Viehböck
(214911) Viehböck est un astéroïde de la ceinture principale.

## Désignation et nom
Le nom de l'astéroïde, initialement « Viehboeck », est officiellement rectifié en « Viehböck » le 25 septembre 2023.

## Description
(214911) Viehböck est un astéroïde de la ceinture principale. Il fut découvert le 11 octobre 2007 à Gaisberg par Richard Gierlinger. Il présente une orbite caractérisée par un demi-grand axe de 2,40 UA, une excentricité de 0,14 et une inclinaison de 2,6° par rapport à l'écliptique.

## Compléments